# Galit Distel-Etebaryan
Galit Distel-Etebaryan (hébreu : גַּלִּית דִּיסְטֶל־אַטְבַּרְיָאן), née le 10 janvier 1971 à Jérusalem, est une femme politique israélienne, députée à la Knesset depuis 2021.
Longtemps communicante pour des personnalités de droite comme Miri Regev ou Benjamin Netanyahou, en parallèle de son activité de journaliste et d'écrivaine, elle finit par s'impliquer en tant que femme politique et devient élue à la Knesset lors des élections de mars 2021. Réélue en 2022, elle est nommée ministre sans portefeuille puis ministre de l'Information dans le sixième gouvernement de Benjamin Netanyahou.
En octobre 2023, après l'attaque du Hamas contre Israël, elle annonce sa démission de son poste de ministre, après avoir appelé à « effacer tout Gaza de la surface de la Terre », à en expulser les « monstres » qui l’habitent, et à tuer sans hésiter ceux qui refuseraient d’en partir. 

## Biographie

### Jeunesse et formation
Galit Distel-Etebaryan est né le 10 janvier 1971 à Jérusalem où elle a grandi. Ses parents sont des migrants d'Iran qui se sont installés en Israël en 1965. Elle sert dans l'armée israélienne en tant qu'officier dans l'armée de l'air.
Elle est titulaire d'une licence en philosophie de l'université de Tel Aviv.

### Parcours professionnel

#### Attachée économique d'Israël en Grèce
En 1998 , elle part avec son mari, Oded Distal, pour une mission de cinq ans dans le cadre de son travail d'attachée économique à l'ambassade d'Israël en Grèce. Après son retour en Israël, elle divorce et ouvre un magasin de vêtements nommé « My Sister » dans la zone industrielle de Modi'in-Shilat et commence une activité de journaliste et d'écrivaine.

#### Parcours journalistique et communicante pour Miri Regev
En 2016, Distel-Atbarian commence à présenter l'émission « La Sotum Thapa » avec le journaliste Erel Segal, diffusée sur Radio Galey Israel.
À partir d'avril 2016, elle présente une fois par semaine sa propre émission, toujours avec Erel Segal, sur Galeï Tsahal, la radio officielle de Tsahal. Elle participe également à l'émission « The Patriots » sur Channel 14 (en).
Parallèlement à son activité de journaliste, elle devient communicante pour la ministre de la Culture de l'époque Miri Regev et rédige un certain nombre de ses discours, provoquant une polémique avec ses différents employeurs en janvier 2018.
En novembre 2020, elle commence à présenter une émission quotidienne sur Radio Galey Israel. Elle écrit également régulièrement des chroniques pour les sites Makor Rishon et Mida (he) depuis 2017, identifiés à droite et conservateurs.

### Parcours politique

#### Premier mandat à la Knesset
Proche depuis plusieurs années de Benyamin Netanyahou, ce dernier annonce le 10 février 2021, à quelques heures de la clôture du dépôt des listes, avoir placé Distel-Etebaryan en dixième position sur la liste du Likoud pour les élections de mars 2021. Elle est élue à la Knesset pour la 24e législature.

#### Second mandat et ministre de Netanyahou
Dans la perspective des élections législatives de novembre 2022, elle est candidate aux primaires internes du Likoud (he) en août 2022, à l'issue desquelles elle est sélectionnée à la vingtième place de la liste. Elle est réélue à la Knesset pour la 25e législature.
En décembre 2022, lors de la formation du sixième gouvernement de Benjamin Netanyahou, elle est tout d'abord nommée ministre sans portefeuille. Le 17 janvier 2023, elle devient ministre de l'Information et annonce plusieurs mesures de dialogues et d'informations pour la réforme judiciaire de 2023 (en).
Le 9 mars 2023, elle annonce sa démission de la Knesset en vertu de la loi norvégienne. Le 12 mars, Moshe Passal (en) est investi comme son successeur. 

#### Démission et retour à la Knesset en octobre 2023
En octobre 2023, après l'attaque du Hamas contre Israël, elle appelle à « effacer tout Gaza de la surface de la Terre », à en expulser les « monstres » qui l’habitent, et à tuer sans hésiter ceux qui refuseraient d’en partir. Son ministère est ensuite supprimé après la décision du gouvernement de confier la communication publique à destination de l'étranger au ministère des Affaires de la Diaspora,.
Elle retourne à la Knesset où elle est de nouveau investie députée le 15 octobre 2023.